# Michał Matuszyk
Michał Matuszyk (ur. 14 grudnia 1975 w Wałbrzychu) – polski kierowca wyścigowy.

## Biografia
W latach 1995–1998 rywalizował w RSMP. Używał wtedy takich samochodów jak Polski Fiat 126p, Opel Astra GSi 16V i Fiat Cinquecento Sporting. W sezonie 1995 zadebiutował Polskim Fiatem 126p w WSMP. W roku 1998 ścigał się w Pucharze Cinquecento Sporting. W sezonie 1999 zadebiutował w wyścigach formuł, używając Metalexa. W dalszych latach skoncentrował się na startach w GSMP. W 2006 roku zdobył trzecie miejsce w klasie H-2000, ścigając się BMW E36. Rok później zmienił samochód na BMW E46 i został wicemistrzem Polski w klasie A-2000. W roku 2008 zajął drugie miejsce w klasie N-2000, a w sezonie 2009 – trzecie. W 2010 roku rozpoczął używanie BMW E87 i został wicemistrzem kraju w klasie N-2000. Rok później zdobył tytuł mistrzowski. Założył ponadto zespół MMM Racing Team.

## Wyniki w Polskiej Formule 3
| Legenda oznaczeń w tabelach wyników Wyświetl szablon na nowej stronie | Legenda oznaczeń w tabelach wyników Wyświetl szablon na nowej stronie                                                                     |
| Oznaczenie                                                            | Wyjaśnienie |
| --------------------------------------------------------------------- | --- |
| Złoty                                                                 | Zwycięzca lub mistrzostwo |
| Srebrny                                                               | 2. miejsce lub wicemistrzostwo |
| Brązowy                                                               | 3. miejsce lub II wicemistrzostwo |
| Zielony                                                               | Ukończył, punktował (w klasyfikacji generalnej, gdy zdobył co najmniej jeden punkt na przestrzeni sezonu, poza trzema powyższymi opcjami) |
| Niebieski                                                             | Ukończył, nie punktował (w klasyfikacji generalnej, gdy nie zdobył co najmniej jednego punktu na przestrzeni sezonu)                      |
| Czerwony                                                              | Nie zakwalifikował się (NZ) |
| Czerwony                                                              | Nie prekwalifikował się (NPK) |
| Różowy                                                                | Nie ukończył (NU) |
| Różowy                                                                | Niesklasyfikowany (NS) (w klasyfikacji generalnej, gdy nie został sklasyfikowany w żadnym wyścigu sezonu)                                 |
| Czarny                                                                | Zdyskwalifikowany (DK) |
| Czarny                                                                | Wykluczony (WYK/EX) |
| Biały                                                                 | Nie wystartował (NW) |
| Biały                                                                 | Kontuzjowany (K/INJ) |
| Biały                                                                 | Wyścig odwołany (OD/C) |
| Bez koloru                                                            | Został wycofany (WYC/WD) |
| Bez koloru                                                            | Nie przybył (NP/DNA) |
| Bez koloru                                                            | Nie brał udziału w treningach (NT/DNP) |
| Bez koloru                                                            | Nie został zgłoszony (–) |
| Pogrubienie                                                           | Start z pole position |
| Kursywa                                                               | Najszybsze okrążenie wyścigu |
| †                                                                     | Nie ukończył, ale jego rezultat został zaliczony ze względu na przejechanie więcej niż 90% dystansu wyścigu.                              |
| *                                                                     | Sezon w trakcie |
| 1/2/3                                                                 | Punktowana pozycja w sprincie kwalifikacyjnym                                                                                             |
| Lista systemów punktacji Formuły 1                                    | |

| Rok  | Zespół                    | Samochód | Silnik | Wyniki w poszczególnych eliminacjach | Wyniki w poszczególnych eliminacjach | Wyniki w poszczególnych eliminacjach | Wyniki w poszczególnych eliminacjach | Wyniki w poszczególnych eliminacjach | Wyniki w poszczególnych eliminacjach | Wyniki w poszczególnych eliminacjach | Pkt. | Msc. |
| ---- | ------------------------- | -------- | ------ | ------------------------------------ | ------------------------------------ | ------------------------------------ | ------------------------------------ | ------------------------------------ | ------------------------------------ | ------------------------------------ | ---- | ---- |
| 1999 |                           |          |        | Polska                               | Polska                               | Polska                               | Polska                               | Polska                               | Polska                               | Polska                               | 0    | NS   |
| 1999 | Automobilklub Dolnośląski | MTX      |        | -                                    | -                                    | -                                    | -                                    | -                                    | 17                                   | 11                                   | 0    | NS   |